# Purchawka fiolowata

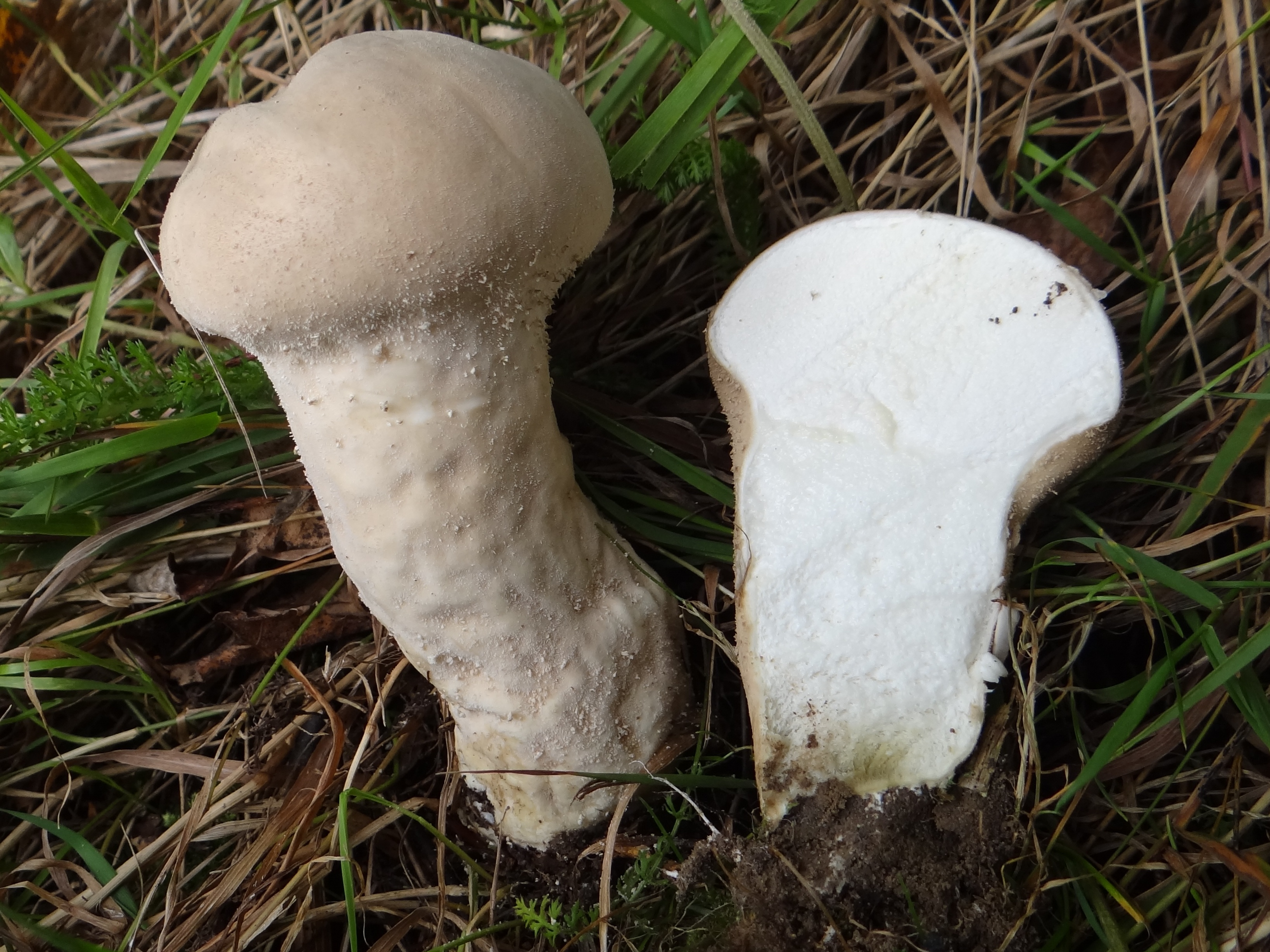

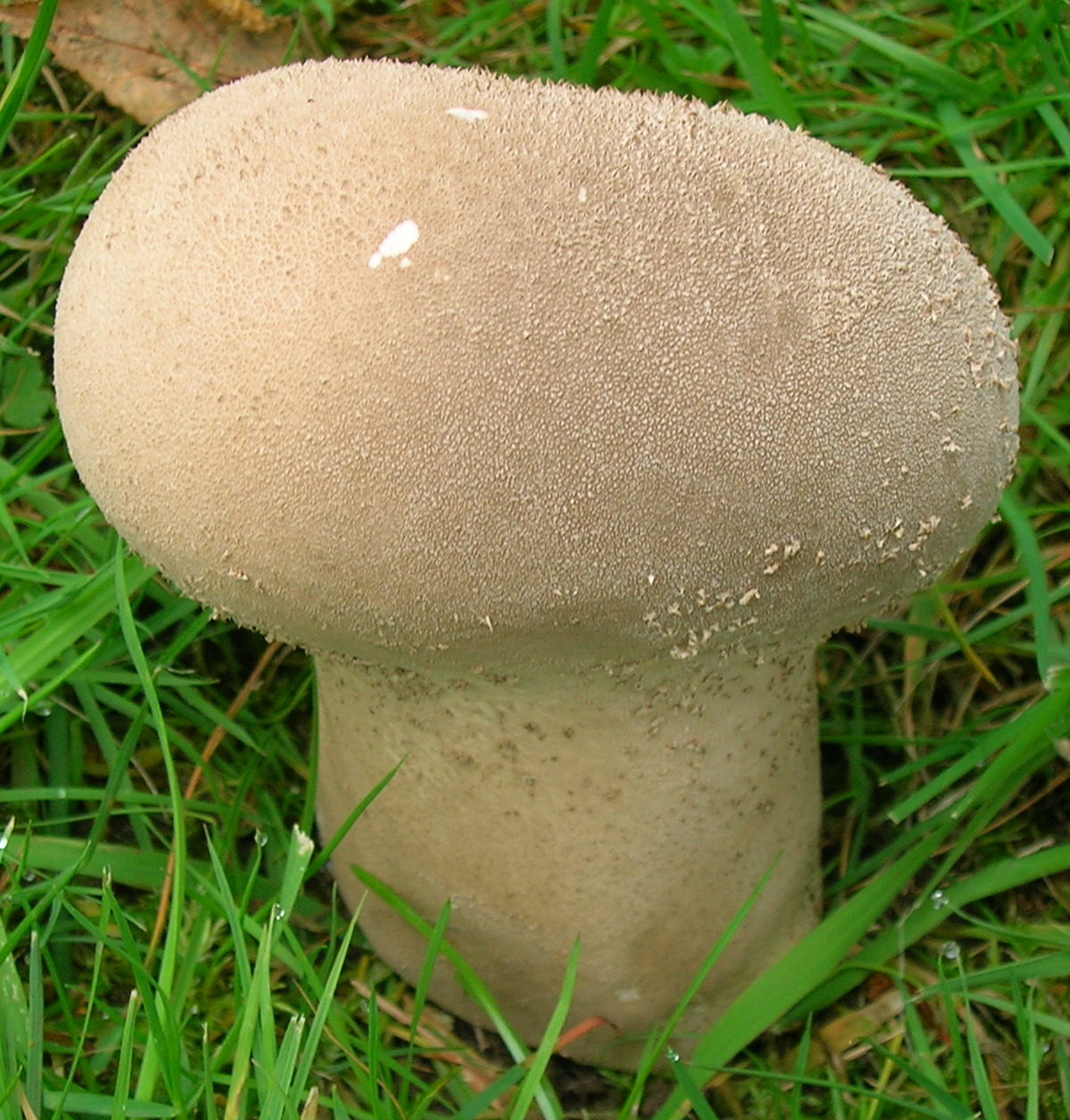

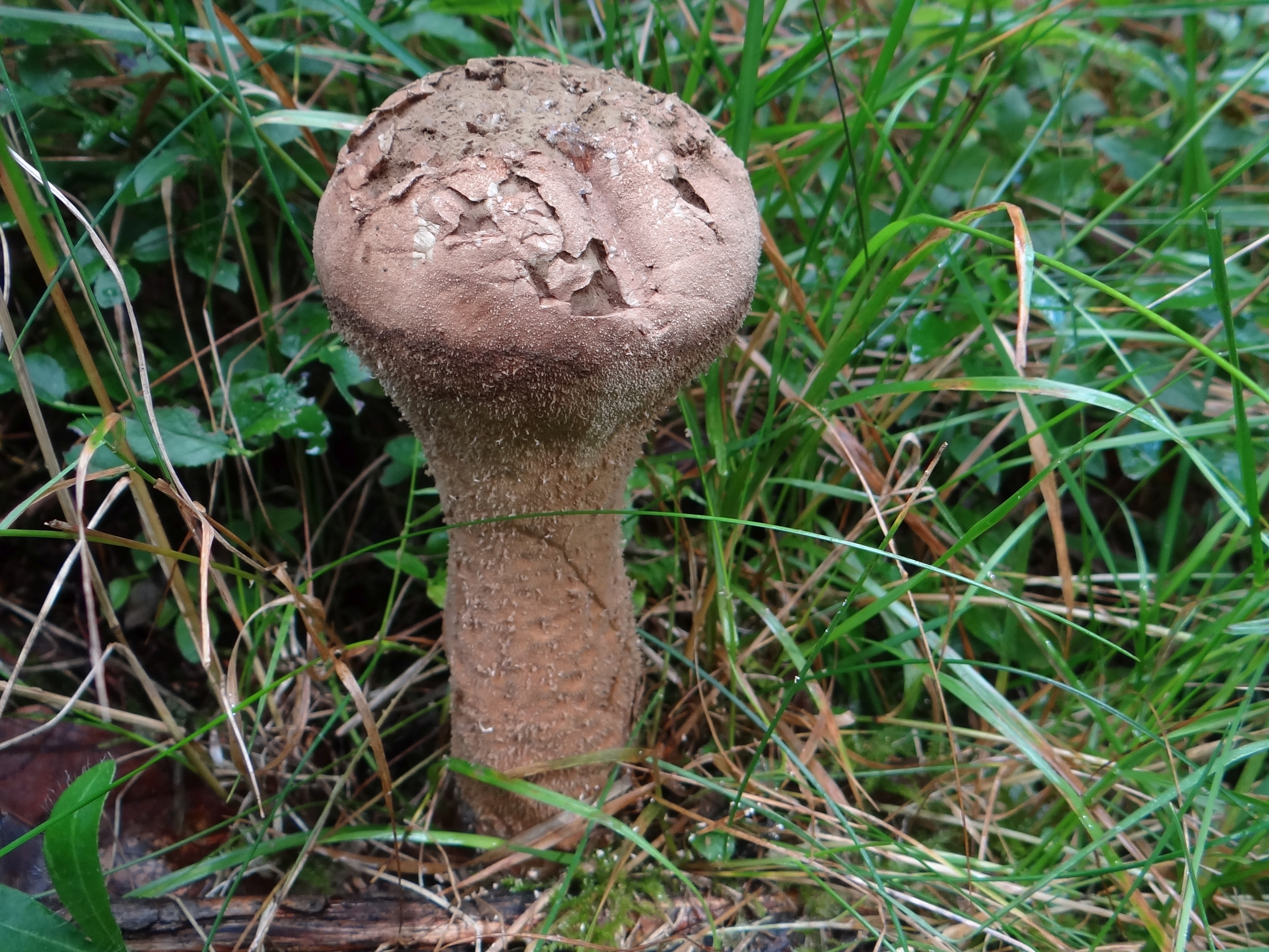
Dojrzały owocnik

Purchawka fiolowata, czasznica workowata (Lycoperdon excipuliforme (Scop.) Pers.) – gatunek grzybów z rodziny purchawkowatych (Lycoperdaceae)).

## Systematyka i nazewnictwo
Pozycja w klasyfikacji według Index Fungorum: Lycoperdon, Lycoperdaceae, Agaricales, Agaricomycetidae, Agaricomycetes, Agaricomycotina, Basidiomycota, Fungi.
Po raz pierwszy takson ten zdiagnozował w 1772 r. Joannes Antonius Scopoli nadając mu nazwę Lycoperdon polymorphum var. excipuliforme. Obecną, uznaną przez Index Fungorum nazwę nadał mu w 1801 r. Christiaan Hendrik Persoon.
Ma ponad 50 synonimów łacińskich. Niektóre z nich:

- Calvatia excipuliformis (Scop.) Perdeck 1950
- Handkea excipuliformis (Scop.) Kreisel 1989
- Lycoperdon saccatum Vahl 1794
- Utraria excipuliformis (Scop.) Quél. 1886

Nazwę polską podał Józef Jundził w 1830 r. Później gatunek ten w polskim piśmiennictwie mykologicznym opisywany był też jako czasza workowata i czasznica workowata. Według aktualnych ustaleń taksonomicznych (Index Fungorum) należy do rodzaju Lycoperdon (purchawka), tak więc nazwa nadana przez J. Jundziłła jest zgodna z nazwą naukową. 

## Morfologia
Owocnik
Wysokość przeważnie 8-12 cm, czasami do 15 cm, ale zdarzały się wyjątkowe okazy o wysokości do 26 cm. Szerokość do 5,5, czasami do 9,5 cm. Kształt maczugowaty lub buławowaty, czasami odwrotnie gruszkowaty. Podstawa czasami bywa pofałdowana lub dołkowana. Zewnętrzna osłona (egzoperydium) u młodych okazów biała, matowa i gładka, potem szorstka, drobnoziarnista i strupowata. U dojrzałych owocników staje się jasnobrązowa lub orzechowa. Szczytowa część owocnika pokryta delikatnymi  kolcami skupionymi stożkowato. Kolce łatwo odpadają, pozostawiając po sobie tylko słabo widoczny wzorek. Osłona wewnętrzna (endoperydium) jest cienka, gładka o barwie od ochrowej przez szarobrązową do rdzawobrązowej. Obydwie osłony podczas dojrzewania owocnika wraz ze znajdującą się w środku kłaczkowatą glebą rozpadają się na fragmenty, które dość długo utrzymują się obok na podłożu. Po ich odpadnięciu pozostaje dość trwałe, słupowate lub kielichowate podglebie o brązowej barwie.
Cechy mikroskopowe;
Zarodniki brązowe, kuliste, o średnicy 4-5,5 µm, brodawkowanej powierzchni i jednej kropli wewnątrz. Czasami zachowują się na nich krótkie (do 3  µm) sterygmy. Włośnia jest łamliwa, jej strzępki mają grubość do 10  µm, są dichotomicznie rozgałęzione, hialinowe lub w różnych odcieniach brązu i posiadają wydłużone jamki. Jeden owocnik purchawki może wyprodukować aż 7 bilionów zarodników.

## Występowanie i siedlisko
Opisano występowanie purchawki fiolowatej w Ameryce Północnej, Środkowej, Południowej i w Europie. W Polsce jest pospolita.
Pojawia się od lipca do listopada w lasach liściastych i iglastych, na polanach, łąkach, rzadziej w parkach miejskich, na torach kolejowych. Pozostałości starych owocników utrzymują się czasami do lata następnego roku.

## Znaczenie
Saprotrof. grzyb jadalny za młodu, dopóki w środku jest biało zabarwiony.

## Gatunki podobne
- purchawka oczkowana (Bovistella utriformis). Ma wyraźnie krótszy trzon
- purchawka chropowata (Lycoperdon perlatum). Ma stożkowate kolce łatwo odpadające po dotknięciu.

Charakterystyczną cechą odróżniającą purchawkę fiolowatą od podobnych gatunków jest fakt, że jej dojrzały owocnik nie otwiera się otworem na szczycie, lecz niemal cały rozpada na fragmenty. W budowie mikroskopowej odróżnia ją brodawkowatość zarodników i nieseptowana włośnia.